# Quod scripsi, scripsi
Quod scripsi, scripsi, latinskoː »Kar sem napisal, sem napisal« je latinski izrek, zapisan v Bibliji , ki naj bi ga izrekel Poncij Pilat kot odgovor na zahtevo judovskih duhovnikov, naj popravi svoj napis (titulus) ki je bil pribit na križ nad Jezusom pri križanju. 

## Zgodovina
Izrek se nahaja v Bibliji, v Evangeliju po Janezu  Jn 19,22 . Ko so Jezusa obsodili na smrt s križanjem, je dal Poncij Pilat napisati napis, ki je bil pribit na križ nad Jezusom, kot dokaz o njegovi krivdi. Napisano je bilo »Jezus Nazarečan, judovski kralj« v Hebrejščini (ali bolj pravilno v Aramejščini), v  Latinščini in v (stari) Grščini. Judovski veliki duhovniki so tedaj govorili Pilatu: »Ne piši: »Judovski kralj«, ampak da je on rekel: »Judovski kralj sem.«  Pilat je odvrnil: »Kar sem napisal, sem napisal.«